# Amonap
L'amonap, també conegut com apalakiri, és una llengua carib parlada pels pobles kuikuro, i kalapalo del Brasil i antigament pels matipu. Es parla a set pobles del riu Culuene al parc indígena del Xingu de Mato Grosso.
Tot i que el bilingüisme en portuguès brasiler és predominant entre els homes de la comunitat, l'amonap no es troba en perill immediatament, com ho estan moltes llengües brasileres. A partir del 2006, s'estima que hi ha 1.100 parlants nadius de la llengua, inclosos 600 kuikúro i 500 kalapálo, que parlen la mateixa llengua però són ètnicament diferents. L'Endangered Languages Project posa en llista la llengua com a "amenaçada".
En col·laboració amb la lingüista Bruna Franchetto, els Kuikuro han creat una biblioteca d’enregistraments que contenen històries dels Kuikuro en la llengua que s'arxiven a l'Archive of the Indigenous Languages of Latin America.

## Fonologia
|         | Frontal | Central | Posterior |
| ------- | ------- | ------- | --------- |
| Tancada | i • ĩ   | ɨ • ɨ̃   | u • ũ     |
| Mitjana | e • ẽ   |         | o • õ     |
| Oberta  |         | a • ã   |           |

|           | Labial | Alveolar | Palatal | Velar | Glotal |
| --------- | ------ | -------- | ------- | ----- | ------ |
| Nasal     | m      | n        | ɲ       | ŋ     |        |
| Oclusiva  | p      | t        |         | k     |        |
| Africada  |        | ts       | dʲ      |       |        |
| Fricativa |        | s        |         | ɣ     | h      |
| Lateral   |        | l        |         |       |        |
| Semivocal | w      |          |         |       |        |

## Morfologia
Com la majoria de la família carib, l'amonap és una llengua aglutinant amb una morfologia altament complexa que afecta tant els verbs com els noms. És un marcador de capçalera i dependent. El seu sistema de caixes és ergatiu. Una frase de mostra mostra l'estructura S/ O V, la riquesa morfològica i l'ergativitat de Kuikuro:
katsogo-ko heke kangamuke-ko kagine-nügü
gos-PL ERG nen-PL espantar-PNCT
‘(Els) gossos van espantar (els) nens'